# One-Nine-Seven-Zero
One-Nine-Seven-Zeroは、フランソワーズ・アルディの3枚目の英語で歌ったアルバム。英語圏の市場に特化したもので、2020年10月23日にボックスセットEssentiel volume 2 がリリースされるまではフランスでは発売されなかった。オリジナル版は1969年末にイギリスでリリースされた。

## アルバムの楽曲
5曲の新曲：
- Song Of Winter、後にアルディが Fleur de Lune というタイトルでフランス語でも演奏した[1]
- Magic Horse、後にユーグ・ド・クルソン（フランス語版）とパトリック・モディアノが Je fais des puzzles のタイトルでフランス語化[1]
- Strange Shadows、後にピエール・ドラノエが L’Ombre のタイトルでフランス語化[1]
- Sunshine、後に Soleil のタイトルでアルディがフランス語化[1]
- All Because of You、後にクラウス・ムンローが Wie im Kreis のタイトルでドイツ語化（フランス語版は作られなかった）[2]
- Soon Is Slipping Away、後にユーグ・ド・クルソン（フランス語版）とパトリック・モディアノが  À cloche-pieds sur la grande muraille de Chine のタイトルでフランス語化[3]

1曲の英語曲のカバー：レナード・コーエン作の「スザンヌ」
5曲の他の歌手による曲の英語版
- I Just Want To Be Alone、J’ai coupé le téléphone の英語版[5]
- Time’s Passing By、Au fil des nuits et des journées の英語版[6]
- Midnight Blues、L’Heure bleueの英語版[6]
- In The Sky、Il voyageの英語版[6]
- Why Even Try?、À quoi ça sert ?の英語版[7]

## オリジナル版
イギリス、1969年、マイクログルーヴ33回転盤 / 30cm、アスパラガス・プロダクション / ユナイテッド・アーティスツ (UAS 29046).
- ジャケット：表面 ジャン＝マリー・ペリエ（フランス語版）撮影、裏面 ブライス・アトウェル撮影

### 収録曲
アルバムの12曲はステレオで収録された。音響技師はベルナール・エスタディ
| #         | タイトル                  | 作詞               | 作曲                     | 編曲                       | 時間  |
| --------- | ------------------------- | ------------------ | ------------------------ | -------------------------- | ----- |
| 1.        | 「Song of Winter」        | ミック・ジョーンズ | トミー・ブラウン         | ジャン＝ピエール・サバール | 3:00  |
| 2.        | 「Magic Horse」           | ミック・ジョーンズ | トミー・ブラウン         | ジャン＝ピエール・サバール | 3:09  |
| 3.        | 「Strange Shadows」       | ミック・ジョーンズ | トミー・ジョーンズ       | ジャン＝ピエール・サバール | 2:08  |
| 4.        | 「All Because of You」    | マーク・バーカン   | スコット・イングリッシュ | ジャン＝クロード・ヴァニエ | 2:29  |
| 5.        | 「Suzanne」               | レナード・コーエン | レナード・コーエン       | ジョン・キャメロン         | 3:15  |
| 6.        | 「Soon Is Slipping Away」 | トニー・マコーレイ | トニー・マコーレイ       | ジャン＝クロード・ヴァニエ | 2:54  |
| 合計時間: | 合計時間:                 | 合計時間:          | 合計時間:                | 合計時間:                  | 16:55 |

| #         | タイトル                                                     | 作詞               | 作曲                     | 編曲                       | 時間  |
| --------- | ------------------------------------------------------------ | ------------------ | ------------------------ | -------------------------- | ----- |
| 1.        | 「Sunshine」                                                 | トッシュ・ハワード | サンディ・アルパート     | サン＝プルー               | 3:43  |
| 2.        | 「I Just Want to Be Alone」(原題：J’ai coupé le téléphone)   | ピエール・タブス   | フランソワーズ・アルディ | ジャン＝ピエール・サバール | 2:00  |
| 3.        | 「Times Passing By」(原題：Au fil des nuits et des journées) | ピエール・タブス   | フランソワーズ・アルディ | ジャン＝ピエール・サバール | 2:05  |
| 4.        | 「Midnight Blues」(原題：L’Heure bleue)                      | ピエール・タブス   | フランソワーズ・アルディ | ジャン＝ピエール・サバール | 1:49  |
| 5.        | 「In The Sky」(原題：Il voyage)                              | ピエール・タブス   | フランソワーズ・アルディ | ジャン＝ピエール・サバール | 2:07  |
| 6.        | 「Why Even Try?」(原題：À quoi ça sert ?)                    | アラン・クレイル   | フランソワーズ・アルディ | ジャン＝ピエール・サバール | 3:30  |
| 合計時間: | 合計時間:                                                    | 合計時間:          | 合計時間:                | 合計時間:                  | 15:14 |

## アルバム関連のディスコグラフィー
- SP (Single Play) = マイクログルーヴ45回転版盤、2曲収録
- LP (Long Playing) = マイクログルーヴ33回転盤 / 30cm
- CD (Compact Disc) = コンパクトディスク

### 45回転の英語盤
- 1969年：SP、ユナイテッド・アーティスツ (UP 35070).

1. All Because of You
2. Times Passing By (Au fil des nuits et des journées)

- 1970年：SP、ユナイテッド・アーティスツ (UP 35105).

1. Soon Is Slipping Away (À cloche pied sur la Muraille de Chine)
2. The Bells of Avignon (Tony Macaulay)[12]

### 再発売の英語版
- 2000年：CD、The Françoise Hardy Collection、HMV Easy/EMIレコード (7243 5 26054 2 2)[13]
- 2013年4月：CD、Midnight Blues – Paris . London . 1968-72, Ace International (CDCHD 1358)[14]

### アルバムの国外版
- 南アフリカ共和国、1969年：LP、English 3, World Record Co (ORR 6057).
- オーストラリア、1970年：LP、One-Nine-Seven-Zero, Interfusion (SITFL 933 891).
- カナダ、1970年：LP、Alone, Reprise (RS 6397).
- アメリカ合衆国、1970年：LP、Alone, Reprise (RS 6397).
- ニュージーランド、1970年：LP、One-Nine-Seven-Zero, Interfusion (SITFL 933 891).

### 楽曲のカバー

#### All Because of You
アメリカ合衆国、2012年1月23日、ジェシカ・スーラ：イギリスのテレビシリーズ『スキンズ』第3世代、第6シーズン第1話：Everyone のサウンドトラック

#### Song of Winter
スウェーデン、2016年12月9日、イヤー・オブ・ザ・ゴート：SP (vinyle doré), Napalm Records (NPR)

#### Strange Shadows
スウェーデン、2016年12月9日、イヤー・オブ・ザ・ゴート：SP (vinyle doré), Napalm Records (NPR)